# East Wenatchee Bench
East Wenatchee Bench az Amerikai Egyesült Államok északnyugati részén, Washington állam Douglas megyéjében elhelyezkedő egykori statisztikai település, ma területének többsége East Wenatchee-hoz tartozik. A 2000. évi népszámláláskor 13 658 lakosa volt.

## Népesség
A 2000-es népszámláláskor   13 658 lakója, 4834 háztartása és 3768 családja volt. A népsűrűség 626,5 fő/km2. A lakóegységek száma 5048, sűrűségük 231,6 db/km2. A lakosok 89,7%-a fehér, 0,2%-a afroamerikai, 0,9%-a indián, 0,6%-a ázsiai, 0,1%-a a Csendes-óceáni szigetekről származik, 6,7%-a egyéb-, 1,8%-a pedig kettő vagy több etnikumú. A spanyol vagy latino származásúak aránya 12,6% (10,6% mexikói, 0,2% Puerto Ricó-i, 0,1% kubai, 1,8% pedig egyéb spanyol/latino származású.)
A háztartások 40%-ában élt 18 évnél fiatalabb. 62,6% házas, 10,9% egyedülálló nő; 22,1% pedig nem család. 17,6% egyedül élt; 7,1%-uk 65 éves vagy idősebb. Egy háztartásban átlagosan 2,79 személy élt; a családok átlagmérete 3,14 fő.
Lakóinak 29,3%-a 18 évesnél fiatalabb, 8% 18 és 24 év közötti, 27,8%-uk 25 és 44 év közötti, 23%-uk 45 és 64 év közötti, 12%-uk pedig 65 éves vagy idősebb. A medián életkor 36 év volt. Minden 100 nőre 94,4 férfi jut; a 18 évnél idősebb nőknél ez az arány 91,6.
A háztartások medián bevétele 45 496 amerikai dollár, ez az érték családoknál $50 246. A férfiak medián keresete $39 448, míg a nőké $25 226. Az egy főre jutó bevétel (PCI) $18 176. A családok 8,3%-a, a teljes népesség 11%-a élt létminimum alatt; a 18 év alattiaknál ez a szám 15,9%, a 65 évnél idősebbeknél pedig 7,3%.